# تاي جونز
تاي جونز (بالإنجليزية: Ty Jones)‏ هو لاعب هوكي الجليد أمريكي، ولد في 22 فبراير 1979 في ريتشلاند في الولايات المتحدة.

## وصلات خارجية
- تاي جونز على موقع دوري الهوكي الوطني (الإنجليزية)
- تاي جونز على موقع EliteProspects.com (الإنجليزية)
- تاي جونز على موقع HockeyDB.com (الإنجليزية)
- تاي جونز على موقع Hockey-Reference.com (الإنجليزية)